# 専修寺関東別院
専修寺関東別院（せんじゅじかんとうべついん）は東京都大田区西六郷にある真宗高田派の寺院。

## 歴史
江戸時代中期（文政年間）に下谷練屏町（現秋葉原駅付近）に創建され、当時は「門跡寺」と尊称されていた。特に「報恩講」や「一光三尊仏御開帳」では参詣者は列をなし、「練屏さん」の名で親しまれてきた。当時の落語「宗論」でも知られる。
関東大震災と戦災により、壊滅的な打撃を受け、大田区六郷の地に移転。1973年、本堂の建立並庫裡の改築事業に着手、1973年に現在の本堂が落慶に至る。

## 交通アクセス
- 六郷土手駅より徒歩4分（経路案内）。

## 分院
- 専修寺関東別院千葉分院 - 2012年に開設された千葉市にある分院[2]。
- 専修寺関東別院つくば分院 - 2015年に開設された茨城県つくば市にある分院[3]。